# Dây cóc nhiều lá
Dây cóc nhiều lá (danh pháp: Aganope latifolia) là loài thực vật có hoa trong họ Đậu. Loài này được (Prain) T.C. Chen & Pedley mô tả khoa học đầu tiên năm 2010.